# Cynorkis papillosa
Cynorkis papillosa là một loài thực vật có hoa trong họ Lan. Loài này được (Ridl.) Summerh. mô tả khoa học đầu tiên năm 1951.